# Sony Mobile
Sony Mobile (Mobile Communications Business Group, Sony Corporation), а также Sony Mobile Communications Inc. (яп. ソニーモバイルコミュニケーションズ株式会社) — транснациональная компания, одно из подразделений корпорации Sony, специализирующаяся на производстве смартфонов и иных портативных устройств и аксессуаров. Была основана 1 октября 2001 года как совместное предприятие шведского телекоммуникационного производителя Ericsson и японского производителя электронной техники Sony. Штаб-квартира расположена в Токио, однако компания зарегистрирована в Швеции.
До октября 2011 года компания в равных долях принадлежала компаниям Sony Digital Telecommunication Network Company и Ericsson Division Consumer Products. 27 октября 2011 года Sony выкупила 50 % (часть компании Sony Ericsson), принадлежащую Ericsson, за 1,05 миллиарда евро, объявив о том, что новая продукция компании будет выпускаться под брендом Sony. В середине февраля 2012 года поглощение доли Ericsson было завершено, и компания сменила название на Sony Mobile Communications.

## История
Единственным ресурсом компании Ericsson по производству электронных компонентов для мобильных телефонов в 1990-х годах являлся завод компании Philips в Нью-Мексико. В марте 2000 года на заводе произошёл пожар, уничтоживший оборудование и выведший из строя производственные линии. Компания Philips поспешила заверить Ericsson и Nokia (которая также являлась заказчиком чипов оттуда), что производство будет приостановлено не более чем на неделю. Вскоре выяснилось, что на устранение неполадок понадобится несколько месяцев, а компания Ericsson столкнулась с дефицитом комплектующих. Это поставило под сомнение её будущее как производителя мобильных телефонов. В то же время проблемы с поставками чипов затронули и Nokia, которая вынуждена была срочно искать новых поставщиков оборудования. Ericsson, являвшаяся на начало 2001 года третьим по величине производителем мобильных телефонов, столкнулась с серьёзными рисками, которые были вызваны пожаром. В целях сокращения издержек на производство компания приняла решение о сотрудничестве с азиатскими производителями, и в первую очередь — с Sony.
В августе 2001 года концерны Sony и Ericsson пришли к согласию относительно условий объединения своих мобильных подразделений и дальнейшего сотрудничества. Общая численность сотрудников на момент основания объединённого предприятия составила 3500 человек. С 2002 года обе компании окончательно прекратили выпуск телефонов под собственными марками, а запланированная на 2002—2003 год линейка выпускалась уже под торговой маркой Sony Ericsson. Обе компании имели на тот момент богатый опыт в производстве мобильных телефонов, что позволило объединить уже существовавшие разработки во благо новых продуктов. В частности, в телефонах Sony было впервые применено навигационное колёсико JogDial, которое позже успешно использовалось в цифровых плеерах Sony и коммуникаторах Р-серии Sony Ericsson, а многие аппараты новообразованной компании, выпущенные в течение 2002 года, наследовали концепцию телефонов Ericsson.
Приоритетной задачей для Sony Ericsson стал выпуск мобильных телефонов с возможностью цифровой съёмки и других мультимедийных функций, например, возможность закачивания видеоклипов, гибкой настройки меню, удобство работы с музыкальными файлами и т. д. Уже к концу 2002 года компания Sony Ericsson выпустила несколько моделей мобильных телефонов, обладавших цветными дисплеями и различными мультимедийными возможностями, что являлось новаторством в индустрии мобильных устройств того времени. В то же время объединённое предприятие продолжало терпеть убытки, несмотря на успешные продажи некоторых моделей.

### Начало перемен
В июне 2002 года Sony Ericsson объявила о прекращении производства мобильных телефонов стандарта CDMA (Code division multiple access) для рынка США и объявила о своем желании сфокусироваться на стандарте GSM как наиболее перспективной технологии в области мобильных коммуникаций. В октябре 2003 года компания зафиксировала первую чистую прибыль от продаж мобильных телефонов. Первой успешной моделью Sony Ericsson, которая принесла компании популярность и признание пользователей во всем мире, считается[кем?] T610. Функциональность T610 задала новую планку на рынке мобильных устройств. В телефоне удачно сочетались как дизайн, так и небывалые по меркам 2003 года возможности: большой цветной экран, E-mail-клиент, поддержка формата MMS, WAP 2.0, GPRS, ИК-порт, Bluetooth и многое другое. Кроме того, в этом же году компания представила смартфон P800, ставший популярным на многих региональных рынках. А вскоре после этого, в октябре 2003 года, на международных выставках в Лас-Вегасе и Пекине была показана модель P900, выгодно отличавшаяся от своего предшественника быстротой, удобством работы и компактностью.
В 2004 году доля Sony Ericsson выросла с 5,6 % в первом квартале до 7 % во втором. В этом же году компания представила новый смартфон P910 c дополнительной QWERTY-клавиатурой, встроенным e-mail-клиентом, вчетверо большей памятью по сравнению с предыдущими смартфонами и большим экраном.
В феврале 2005 года на выставке 3GSM World Congress президент Sony Ericsson Майлз Флинт (Miles Flint) рассказал о планах компании по выпуску нового мобильного устройства, сочетающего в себе все передовые возможности цифрового медиаплеера и телефона. Мобильное устройство выйдет под брендом Walkman и будет способно свободно работать с различными музыкальными форматами, такими, как MP3 и AAC.

### Бренды Walkman и Cyber-shot
Основу продуктовой линейки Sony Ericsson составили два направления моделей, выпускаемых под брендами Walkman (телефоны с уклоном в музыкальную составляющую) и Cyber-shot (так называемые «камерофоны»). Оба бренда были позаимствованы у компании Sony, на момент появления одноимённых телефонов уже были хорошо известны на рынке благодаря музыкальным плеерам и цифровым фотокамерам японского концерна. В 2005 году Sony Ericsson представила модели K750 и W800 — первый продукт компании, вышедший под брендом Walkman. Обе модели имели небывалый спрос на рынке и стали хитами продаж в первые два месяца после появления на рынке. В октябре 2005 Sony Ericsson анонсировала первый смартфон на базе платформы UIQ 3 — модель P990.
В 2006 году Sony Ericsson представила первую модель линейки Cyber-shot — K790.
В 2007 году компания представила 5-мегапиксельный телефон Sony Ericsson K850i, а в 2008 — Sony Ericsson C905 с 8-мегапиксельной камерой. В рамках выставки Mobile World Congress в 2009 году компанией был анонсирован 12-мегапиксельный смартфон на базе Symbian под названием Satio.
2 января 2007 года компания заявила о переносе части своих производственных мощностей на заводы в Индии. Согласно партнерским соглашениям, в планы Sony Ericsson входило производство 10 миллионов телефонов к 2009 году на заводах компаний FLextronics и Foxconn.
2 февраля 2007 года Sony Ericsson приобрела компанию UIQ Technology — софтового производителя программной оболочки аппаратов, являвшегося дочерним предприятием Symbian Ltd. Согласно заявлению президента Sony Ericsson Майлза Флинта, UIQ будет развиваться отныне как независимая компания.
Всего в 2007 году компания выпустила более 20 моделей мобильных телефонов, а классификация продуктов стала более унифицированной. В течение следующих двух лет компания выпустила несколько продуктов на базе UIQ, среди которых наиболее популярными стали P990, M600 и P1.
В 2008 году компания Sony Ericsson анонсировала новую линейку мобильных телефонов, объединённых товарным знаком Xperia. Вышедшая в этом же году модель Xperia X1 стала первым смартфоном компании на базе Windows Mobile. По замыслу компании, основу линейки Xperia должны составлять наиболее технически продвинутые решения. Исключение составила модель Sony Ericsson X5 Pureness — имиджевое решение для ценителей дорогих продуктов с необычными возможностями. Отличительной особенностью X5 стал прозрачный дисплей, а модель продавалась ограниченным тиражом в эксклюзивных салонах. Всего компанией было выпущено 3 смартфона на Windows Mobile — X1, X2 и M1 Aspen. С конца 2009 года под маркой Xperia стали выходить исключительно смартфоны, базирующиеся на операционной системе Android от компании Google.
В 2009 году прибыль компании от продажи мобильных телефонов существенно снизилась, результатом чего стало массовое сокращение рабочих мест, закрытие центров R&D в Великобритании, США, Индии, Швеции и Нидерландах. Кроме того, были закрыты центры разработки UIQ в Лондоне и Будапеште.
В сентябре 2009 года компания привнесла новые графические элементы в логотип компании — к статичному логотипу в виде бело-зелёного шара (символизирующего слияние букв «S» и «E») добавилась волна (Liquid Energy), а сам логотип приобрел новую гамму цветов. Кроме того, компания позаимствовала слоган «Make.Believe» у компании Sony, подчеркивая тем самым идейное родство продуктов обеих компаний и простоту их конвергенции.
По результатам 2010 года компания зафиксировала чистую прибыль, а приоритетным направлением деятельности стал выпуск смартфонов на базе Android. В 2011 году компанией был выпущен ряд продуктов: Xperia arc, Xperia PLAY, Xperia Neo, Xperia ray, Xperia pro, Xperia mini, Xperia mini pro.

### Поглощение доли Ericsson
В конце октября 2011 года Ericsson согласилась продать свою долю в Sony Ericsson японскому партнёру за 1,05 млрд евро. Аналитики считают, что на такой шаг компанию подвинула низкая конкурентоспособность их продукции. Было объявлено, что, начиная с середины 2012 года, телефоны будут выпускаться под брендом Sony.
16 февраля Sony объявила о завершении поглощения доли Ericsson и о смене наименования компании на Sony Mobile Communications.

### Упадок компании 2011-2020
Sony Mobile была четвертым по величине производителем смартфонов по доле рынка в четвертом квартале 2012 года с продажей в 9,8 миллионов смартфонов в год.
2 июля 2012 года Sony объявила о покупке Gaikai, облачного сервиса для поддержки расширения в сфере облачных игр. Сообщается, что Sony заплатила 380 миллионов долларов за приобретение Gaikai. Логотип Sony Ericsson Liquid Energy, который использовался на продуктах Sony Mobile вплоть до серии телефонов 2012 года, был заменен новой кнопкой включения, разработанной как новый фирменный знак, позволяющий легко идентифицировать телефон Sony, который дебютировал в 2013 году в серии мобильных телефонов Xperia. Последними телефонами с логотипом Liquid Energy были Sony Xperia T и Sony Xperia TX, а первыми телефонами без него были Sony Xperia J и Sony Xperia V. Оба были представлены на выставке IFA 2012.
На выставке Consumer Electronics Show 2013 были анонсированы Sony Xperia Z и Sony Xperia ZL, за ними последовали Sony Xperia Z1, представленный во время пресс-конференции на IFA 2013, Sony Xperia Z2 во время Всемирного мобильного конгресса 2014 года в Барселоне, Испания, и Sony Xperia Z3 на выставке IFA 2014.
30 октября 2014 года Sony объявила, что с 16 ноября 2014 года старший вице-президент отдела корпоративного планирования, финансов и создания нового бизнеса Хироки Тотоки заменит Кунимаса Судзуки на посту президента и генерального директора Sony Mobile Communications. Впоследствии Сузуки стал руководителем группы Sony Corporation после своего ухода из Sony Mobile Communications.
В последнем квартале 2015 года у Sony Mobile была самая высокая прибыль на телефон и средняя цена продажи среди всех основных производителей телефонов Android. Однако в доле мирового рынка Sony Mobile впервые в первом квартале 2015 года выпала из 10 крупнейших поставщиков смартфонов в мире.
Sony Mobile была единственным крупным производителем смартфонов, который за это время оказывал поддержку развитию сообществ небольших, ориентированных на хакеров мобильных операционных систем. В 2013 году Sony выпустила экспериментальную прошивку ОС Firefox для устройства Sony Xperia E.
В 2017 году Sony включила Sailfish OS в свою программу Open Devices. В результате программное обеспечение Sailfish было официально портировано на многие устройства Xperia.
По состоянию на второй квартал 2018 года доля Sony Mobile на рынке смартфонов в Японии составляла 12,5%, уступая Apple и Sharp.
26 марта 2020 г. Sony объявила, что с 1 апреля 2020 г. она создаст промежуточную холдинговую компанию Sony Electronics Corporation. Sony Electronics Corporation объединит три предприятия, входящие в ее сегмент электронных продуктов и решений («EP&S») (изображения). Продукты и решения, домашние развлечения и звук, мобильная связь) и соответствующие глобальные платформы продаж и маркетинга, производства, логистики, закупок и проектирования.
Согласно пресс-релизу Qualcomm в июне 2023 года, компания объявила, что заключила многолетнее сотрудничество с Sony. В документе указано, что Sony будет использовать платформы Qualcomm для создания смартфонов в разных ценовых категориях. В релизе не указан бюджетный сегмент, срок, на который компании заключили сотрудничество, но Qualcomm сообщает о многолетнем партнёрстве.

## Продукция

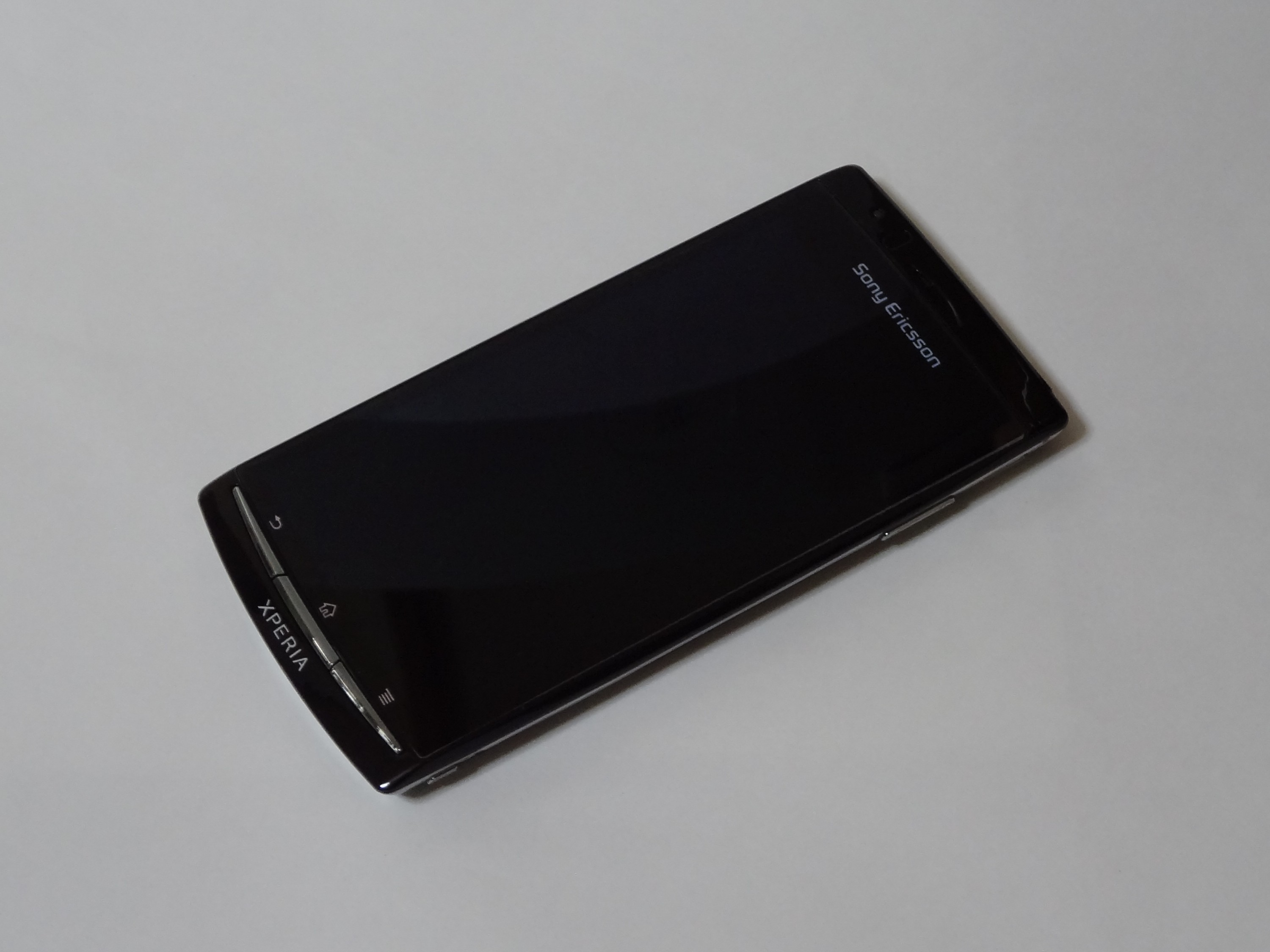
Sony Ericsson Xperia Arc

Мобильный телефон

Кроме своих телефонов, компания до недавнего времени продавала под маркой Sony Ericsson бюджетные модели фирмы Softinnova (ранее Sagem). К числу таких телефонов относятся Sony Ericsson F305, Sony Ericsson S302, SonyEricsson S312, Sony Ericsson W302, Sony Ericsson W395.
Ранее по ODM-схеме сторонними поставщиками выпускались также телефоны J100, J110, J120, J132, K200, K220, K330, R300, R306, T250, T280, T303, Z250, Z320.
В 2011 году были анонсированы модели:
— Sony Ericsson XPERIA Arc
— Sony Ericsson XPERIA Play
— Sony Ericsson XPERIA Neo
— Sony Ericsson Xperia ray
— Sony Ericsson XPERIA Pro
— Sony Ericsson XPERIA Mini
— Sony Ericsson XPERIA Mini Pro
— Sony Ericsson XPERIA Arc S
— Sony Ericsson XPERIA Neo V
| Серия | Бренд/семейство                                | Описание |
| ----- | ---------------------------------------------- | --- |
| C     | Cyber-shot                                     | Телефоны, ориентированные на работу с фотокамерой                                                           |
| D     | T-Mobile                                       | Кастомизированные версии для оператора T-Mobile                                                             |
| F     | Vodafone (частично)                            | Кастомизированные версии для оператора Vodafone                                                             |
| G     | Web Communication Life                         | Смартфоны на базе Symbian UIQ                                                                               |
| J     | Junior/Low end                                 | Бюджетные модели                                                                                            |
| K     | Cyber-shot (частично) и Quick Share (частично) | Камерофоны                                                                                                  |
| M     | QWERTY-смартфоны, бизнес-продукты              | Смартфоны с вспомогательной QWERTY-клавиатурой                                                              |
| P     | UIQ смартфоны                                  | Смартфоны на базе Symbian UIQ                                                                               |
| R     | Radio                                          | Телефоны, ориентированные на работу радио                                                                   |
| S     | Style/Sagem                                    | Имиджевые решения, а также бюджетные модели, разработанные по ODM компанией Sagem                           |
| T     | Talker                                         | Телефоны с универсальной функциональностью и акцентом на дизайн                                             |
| TM    | T-Mobile                                       | Кастомизированные телефоны для оператора T-Mobile                                                           |
| U     | Entertainment Unlimited                        | Линейка многофункциональных телефонов: Satio (u1i), Aino (u10i), Yari (u100i), Vivaz (u5i), Vivaz Pro (u8i) |
| V     | Vodafone                                       | Кастомизированные телефоны для оператора Vodafone                                                           |
| W     | Walkman                                        | Телефоны с расширенными функциями музыкального проигрывателя                                                |
| X     | Xperia                                         | Android-смартфоны. Ранее — Windows Mobile смартфоны                                                         |
| Z     | Ze Bobber (модели с флипом)                    | Модели-«раскладушки»                                                                                        |

Также модели на платформе Symbian S60 — Satio, Vivaz, Vivaz Pro.
В 2012 году были анонсированы модели:
— Sony Xperia S
— Sony Xperia P
— Sony Xperia U
— Sony Xperia Sola
— Sony Xperia Ion
— Sony Xperia Go
— Sony Xperia acro S
— Sony Xperia miro
— Sony Xperia tipo
— Sony Xperia tipo dual
— Sony Xperia neo L
— Sony Xperia SL
— Sony Xperia TX
— Sony Xperia T
— Sony Xperia V
— Sony Xperia J
В 2013 году были анонсированы модели:
— Sony Xperia Z
— Xperia ZL

## Деятельность

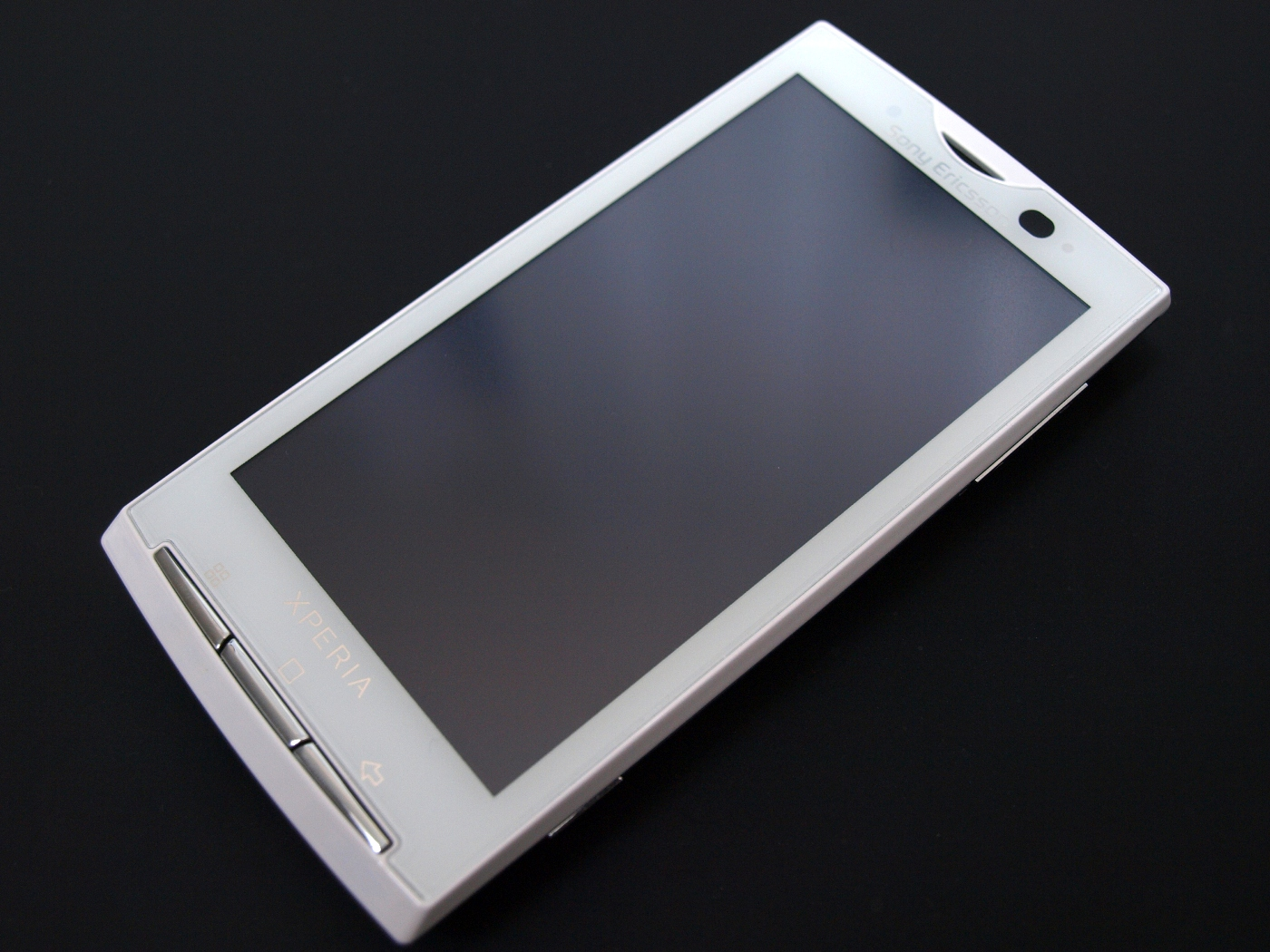
Sony Ericsson Xperia X10

Sony Mobile активно сотрудничает с Vodafone и производит множество телефонов для обычных GSM- и 3G-сетей. Исследовательские центры компании расположены в Швеции, Японии, Китае, США и Великобритании. На начало 2011 года компания является 6-м производителем в мире по количеству проданных мобильных телефонов и смартфонов (после Nokia, Samsung, LG Electronics, RIM и Apple), доля компании на мировом рынке составляет 3,6 %.

### Показатели деятельности
В компании работает более 5 тысяч сотрудников.
Чистая прибыль компании в 2010 году составила 90 млн евро. Всего за год был продан 41 млн телефонов.
Выручка в 2008 году составила 11,2 млрд евро (падение на 13,2 %), чистая прибыль — 73 млн евро.
Выручка в 2007 году — 12,92 млрд евро (рост 18 %, €10,96 млрд в 2006 г.), чистая прибыль — 1,11 млрд евро (рост 11 %, 997 млн евро). Операционная прибыль в 2007 году — 1,54 млрд евро (рост 22 %, 1,26 млрд евро в 2006 году).

### Sony Ericsson в России
В марте 2003 года Sony Ericsson впервые в России представила свои три своих новых аппарата: T310, T610 и Z1010. Представителем бренда в России и Беларуси был Владимир Лежак.
В декабре 2004 года был открыт первый фирменный салон Sony Ericsson в торговом комплексе «Мега-2».
C мая 2007 года генеральным директором представительства в России был Павел Зентрих, а с 1 октября 2008 года им стал Крейг Якобс.

## Спонсорские проекты
1 мая 2005 года Sony Ericsson подписала соглашение с WTA о спонсорстве сроком на 6 лет. Сумма спонсорского договора составила 88 млн долларов США. Международная женская теннисная лига получила новое название Sony Ericsson WTA Tour.
Продукты Sony на правах product placement регулярно фигурируют в фильмах кинокомпании Sony Pictures, например: «Код да Винчи», «Ангелы и демоны», «Охотник за головами», «Казино Рояль», «Квант милосердия», «Солт», «Турист», Серия фильмов «Обитель зла», Серия фильмов «Человек паук», «Социальная сеть», «2012», «Секс по дружбе», «Не шутите с Зоханом», «Мой парень из зоопарка», «Мачо и ботан», «Координаты Скайфолл» и многих других.